# ダリアの帯
『ダリアの帯』（ダリアのおび）は、大島弓子による日本の漫画作品。『ぶ～け』（集英社）1985年8月号に掲載された。
1979年に発表された『四月怪談』同様、作者の眠っている間に見た夢が元になって生まれたもので、喪服にダリアの刺繍帯という鮮やかな夢をそのまま作品化したものである。大島弓子は夢の内容を覚えていたら、その中身をノートに書きつけておくことがあり、その夢が予知夢であることが多いようである。

## あらすじ
只野一郎は黄菜と若くして結婚したが、3年後の現在では平凡な生活に飽き始めている。ところが黄菜は階段から転落したことで流産し、それがきっかけで奇行が始まる。奇行は次第にエスカレートし、一郎は日常生活でも仕事でも大きなストレスを感じるようになる。医師からはこれは進行性の病気でやがて何もかも忘れてしまう可能性もあると言われ、一郎の母親からは離婚を勧められる。しかし、現実から逃げることをやめようと決意した一郎は会社を辞め、山奥の家で黄菜と自給自足の生活を始める。やがて黄菜は一郎のことを認識することもできなくなり、誰もいない空間に話しかけたりして過ごしている。一郎は60歳で突然死するが、霊的な存在となった一郎が昔と同じように若い黄菜に話しかけると黄菜はちゃんと答えてくれる。一郎は、黄菜のひとりごとはこの世の有形無形森羅万象との会話だったのだと気づくのだった。

## 登場人物
只野一郎（ただの いちろう）
25歳のサラリーマンで、主人公。平凡なサラリーマン。3年前に18歳の黄菜と衝動のみで結ばれ、そのことを後悔しつつある。会社のOL雪子に関心が向かいつつある中、妻の妊娠と流産を知らされる。その後、度重なる黄菜の摩訶不思議な行動に悩まされ、胃炎で入院する。最終的には脱サラし、山村で暮らすようになる。
只野黄菜（ただの きいな）
一郎の妻。21歳。流産とともに性格が変貌し、家事を放棄して冷蔵庫を長時間あけたままで一日をぼーと過ごしたり、一郎のワイシャツに落書きをしたり、一郎の会社に一緒に行くことを望むようになったり、実母に幼少期の恨みを語ったりと、常識では考えられないようなことを始める。タイトルの「ダリアの帯」とは、彼女の生まれなかった子供の葬式用に着物に締める予定の帯であった。挙句の果てには、家への帰り道を忘れてしまう。入院中の病室では、博愛主義で一郎のいる部屋のすべての病人の世話をするまでになった。一郎の親戚兄弟の力で強制入院させられる。
雪子（ゆきこ）
一郎と同じ会社の同僚。通勤ラッシュを避け、早朝に出社しており、自主的に社内の掃除をしている。一郎に気があるらしく、黄菜の落書きした代わりの新品のワイシャツを買ってくるなど、機転が利くところもある。結婚をするなら一郎のような人間が良い、と語っている。偶然、一郎が休んだ日に会社を休み、同僚に一郎との不倫を疑われたこともある。
一郎の会社の課長
謹厳実直な性格。雪子と一郎との仲を疑っている。一郎に、単身赴任を勧める。
黄菜の母
夫が病弱であったため、一家の生活を支えてきたが、そのことで黄菜から責められる。
一郎の母
一郎の入院を手術1週間後に知らされる。事情を知らされ、パニックする。
ニイナ
一郎と黄菜との間に生まれる予定であった娘。

## 解説
- ありふれた夫婦のすれ違いを描いた物語に見えるが、終幕ではこの世界の理に触れるような思いもよらないところへ到達しており、人の内面を追究してきた作者が、その先の新たなステージに達した作品と言える。ただし、それまで大島弓子作品を絶賛してきた橋本治は評論『大地の唇』で本作を批判している[4]。
- 藤本由香里は、この物語を最初は逃げようとした男性が、子供へのこだわりを持つ女性に対して、「おれはもう逃げない」といって守る存在になる話で、その点で1978年の『草冠の姫』と共通する部分があるとしている。さらに、主人公が自分の意識を失って、狂気と思えた妻の精神世界が豊かであったと気づくという世界の見方の転換があり、『綿の国星』のチビ猫が知らず知らずのうちに体現している自由、チビ猫の曇りのない瞳に移せば世界は等価であるという感覚に繋がっており、「視点を変えれば、どんなに人は自由になれるのか」を描いたものだという[5]。

## 単行本
- 『大島弓子選集第10巻  ダリアの帯』朝日ソノラマ（1985年12月31日刊）
  - 収録作品 -『桜時間』・『金髪の草原』・『夢虫・未草』・『水枕羽枕』・『あまのかぐやま』・『快速帆船』・『わたしの〆切りあとさきLIFE』・『ノン・レガート』・『ダリアの帯』
- 『四月怪談』 朝日ソノラマ、サンコミックス・ストロベリーシリーズ（1987年9月30日刊）
  - 収録作品 -『四月怪談』・『快速帆船』・『ノン・レガート』・『ダリアの帯』
- 『ダリアの帯』白泉社、白泉社文庫（1999年6月20日刊）
  - 収録作品 -『夢虫・未草（ゆめむし・ひつじぐさ）』・『水枕羽枕』・『快速帆船』・『サマタイム』・『ノン・レガート』・『ダリアの帯』・『乱切りにんじん』
- 『金髪の草原』 朝日ソノラマ（2000年8月30日刊）
  - 収録作品 -『金髪の草原』・『夢虫・未草(ゆめむし・ひつじぐさ）』・『水枕羽枕』・『あまのかぐやま』・『ノン・レガート』・『ダリアの帯』
- 『大島弓子が選んだ大島弓子選集 5 ダリアの帯』メディアファクトリー、MFコミックス（2009年2月23日刊） 
  - 収録作品 -『赤すいか黄すいか』・『金髪の草原』・『夢虫・羊草』・『サマタイム』・『ノン・レガート』・『ダリアの帯』・『ロングロングケーキ』・『庭はみどり川はブルー』・『山羊と羊の駱駝の』